# Alex Elmsley
Alex Elmsley (1929. március 2. – 2006. január 8.) brit bűvész és programozó. Leghíresebb fogása a Ghost count (Elmsley count)
1946-ban, 17 évesen kezdett el bűvészkedni. Fizikát és matematikát tanult a Cambridge-i Egyetemen, míg a Pentacle Club titkára volt. Később szabadalmi ügyvivőként dolgozott, majd számítástechnikai szakértő lett. Emellett amatőr close-up, és kártyabűvész volt. 1972-ben neki ítélték a AMA Creative Fellowship-díjat.
Számos trükköt készített (Ghost Count, Between Your Palms, Point Of Departure, Diamond Cut Diamond). A speciális számolás, amit az Elmsley's 4 Card Trick című könyvében használ, nagyon hasznos volt a bűvészvilág számára. A fogást Alex Elmsley után elmsley count-nak nevezték.